# قطعنامه ۳۳۱ شورای امنیت
قطعنامه ۳۳۱ شورای امنیت سازمان ملل متحد که در تاریخ ۲۰ آوریل ۱۹۷۳ تصویب شد، سندی بین‌المللی دربارهٔ وضعیت خاورمیانه است. این قطعنامه طی نشست ۱٬۷۱۰ام
با ۱۵ موافق، ۰ مخالف و ۰ ممتنع تصویب شد.